# مارتين الأول
مارتن الأول هو البابا رقم 74 في قائمة باباوات الكنيسة الكاثوليكية من 5 يوليو 649 إلى 16 سبتمبر 655
كان موفداً في القسطنطينية لدى القيصر وكان لا ينتظر موافقة هذه المدينة لما كرس نفسه بنفسه, مما أثار غضب الإمبراطور كونستانس الثاني وكان قد دعا إلى عقد مجمع رسمي رفض فيه بعض المذاهب والمرسومات ومنها ما أصدره الإمبراطور كونستانس الثاني المسمى بقانون الإيمان، لذلك كان ينوي حاكم رافينا باغتيال البابا بسبب هذه المسألة وقد تم توقيفه أمام مذبح كاتدرائية القديس يوحنا اللاتراني بدلالة أنه نال رتبته الباباوية بصورة غير شرعية، وقد حكم عليه بالإعدام لكنه لم ينفذ، حيث نقل بعد ذلك إلى تشيرسون حيث توفي هناك ونقل جثمانه إلى روما.